# یاچیسکا
یاچیسکا (به لاتین: Jaciska) یک روستا در لهستان است که در گمینا پانکی واقع شده‌است. یاچیسکا ۱۶۲ نفر جمعیت دارد.